# Кентшин
Кентшин (пол. Kętrzyn), ранее Растенбург (нем. Rastenburg) — город в Польше, входит в Варминьско-Мазурское воеводство, Кентшинский повят. Имеет статус городской гмины. Занимает площадь 10,34 км². Население — 28 351 человек (на 2004 год).

## Галерея
- Польская православная церковь - (Православие в Польше)
- Украинская грекокатолическая церковь

## История
Здесь была крепость Тевтонского ордена Рустеберг (Рустенберг), которую в 1311 году неудачно осаждал литовский князь Витень. Около 1329 года на холме над рекой Губер крестоносцы возвели деревянную заставу, заменённую в 1360—1370 годов каменным замком.
Нынешнее название Кентшин город получил 7 мая 1946 года, в честь историка и польского деятеля на Вармии и Мазурах — Войцеха Кентшиньского.
В городе сохранилось множество достопримечательностей, связанных со средневековой историей региона. В готическом замке размещается библиотека и музей, где демонстрируются постоянные и временные выставки. В замке проходят также многочисленные концерты и мероприятия, обогащающие культурную жизнь города. Кроме замка, уникальными архитектурными ценностями Кентшина являются: готическая Коллегиальная базилика Св. Георгия, евангелическая кирха Св. Иоанна, псевдоготический костёл Св. Екатерины, здание бывшей Масонской ложи, эклектическое здание Ратуши, а также конюшня 1877 года. 
Недалеко от Кентшина находится множество интересных местностей с туристическими достопримечательностями. Это, в частности, Герлож — «Волчье логово», где в 1941—1944 годах размещалась главная ставка Гитлера; Святая Липка с костёлом в стиле барокко и монастырем иезуитов; Решель с готическим замком епископов, а также Овчарня с Мазурским музеем.
После второй мировой войны - центр текстильной промышленности (здесь находится крупная текстильная фабрика "Warmia").

## Известные жители и уроженцы
- София Алексеевна Лихарева (1883—1980) — русская эмигрантка, основательница Регионального музея имени Войцеха Кентшиньского в Кентшине.
- Кшиштоф Шатравский (1961—) — польский поэт, писатель, культуролог.

## Фотографии
- Памятник
- Базилика
- Замок
- Замок
- Церковь